# Evropský hokejový pohár 1971/1972
7. ročník hokejového turnaje European Cupu.Vítězem turnaje se stala CSKA Moskva.

## 1. kolo
- SG D. Weißw. (NDR) - CSKA Septemvrijsko zname Sofija (Bulharsko) 9:0, 6:3
- SG Cortina Doria (Itálie) - HC La Chaux-de-Fonds (Švýcarsko) 1:3, 2:1
- HK Jesenice (Jugoslávie) - Klagenfurter AC (Rakousko) 5:4, 4:3
- KS Podhale Nowy Targ (Polsko) - Vålerenga IF (Norsko) 5:3, 9:3
- Tilburg Trappers (Nizozemsko) - Ferencvárosi TC Budapest (Maďarsko) 4:6,12:3 (obě utkání v Tilburgu)
- EV Füssen (NSR) - HC Chamonix (Francie) HC Chamonix odstoupil

## 2. kolo
- Tilburg Trappers - EV Füssen 2:5,2:13
- HC La Chaux-de-Fonds - Brynäs IF (Švédsko) 1:3, 0:7
- SG Dynamo Weißwasser - HK Jesenice 8:0, 9:5
- Ässät Pori (Finsko) - KS Podhale Nowy Targ 3:9, 0:5 kontumačně (odvetu Ässät Pori vzdal)

## 3. kolo
- Brynäs IF - EV Füssen 13:0, 5:0
- SG Dynamo Weißwasser - KS Podhale Nowy Targ 10:0, 9:3

## Semifinále
- Brynäs IF - ASD Dukla Jihlava 7:4 (0:1,2:2,5:1) 21. září 1972
- ASD Dukla Jihlava - Brynäs IF 2:6 (2:1,0:2,0:3) 1. října
- SG Dynamo Weißwasser - CSKA Moskva (SSSR) 1:11, 4:6 (obě utkání ve Weißwasseru)

## Finále
(29. listopadu a 5. prosince 1972)
- Brynäs IF - CSKA Moskva 2:8, 3:8